# گمینا ستنژتسا (استان لوبلین)
گمینا ستنژتسا (استان لوبلین) (به لهستانی:  Gmina Stężyca) یک گمینا در لهستان است که در شهرستان رکی واقع شده‌است. گمینا ستنژتسا ۱۱۶٫۷۸ کیلومتر مربع مساحت و ۵٬۴۷۳ نفر جمعیت دارد.